# Modesta Valenti
Modesta Valenti (Capodistria, 1912 – Roma, 31 gennaio 1983) è stata una senzatetto italiana.
Morì nell'indigenza e nel freddo della stazione di Roma Termini, suscitando molta indignazione per lo stato di povertà e abbandono, fino a diventare un simbolo di "martire dell'indifferenza" e di "santa laica" a cui si rivolgono i circa 7 000 senzatetto della capitale italiana.

## Biografia

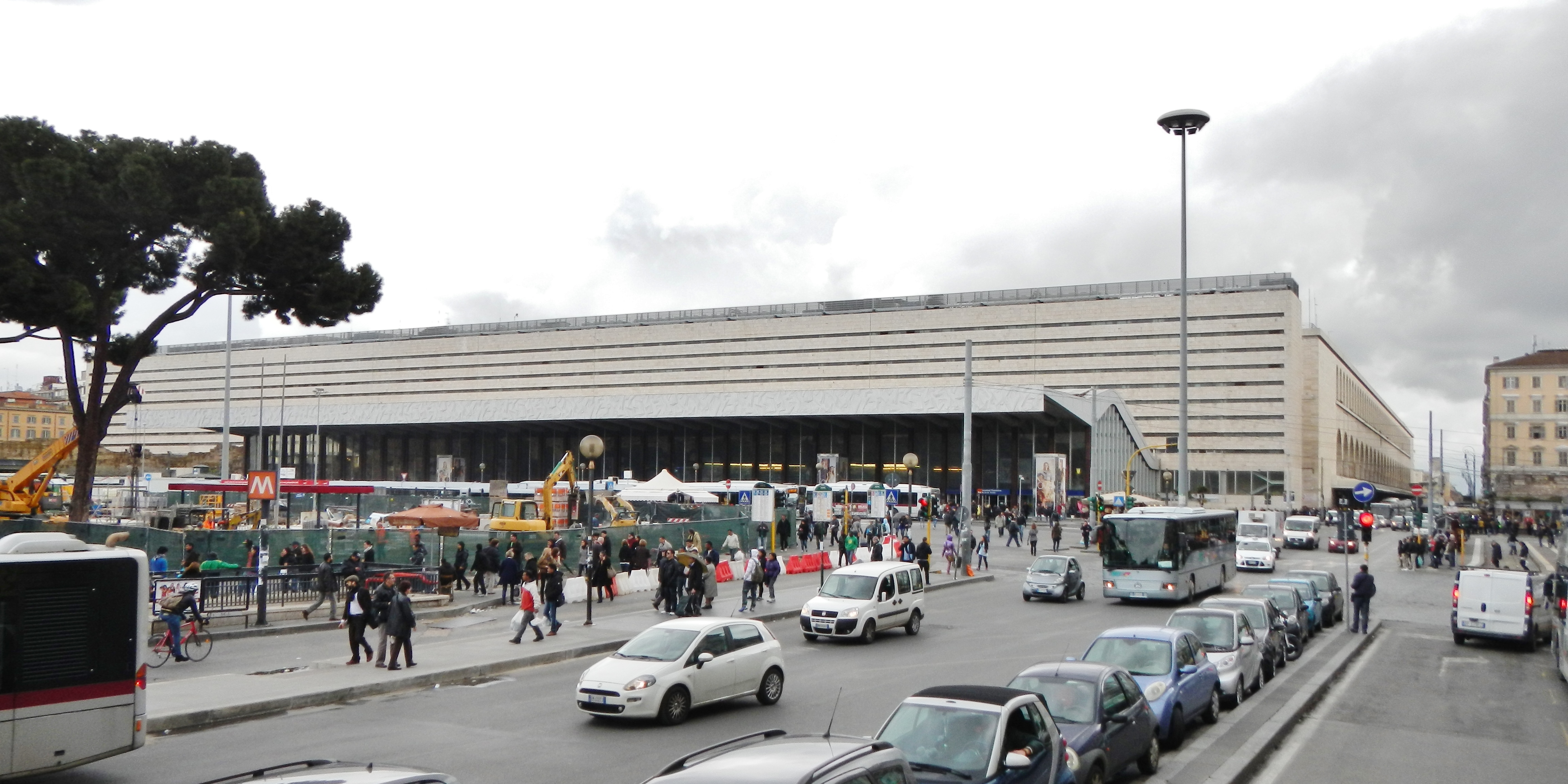
Stazione di Roma Termini

Nata a Capodistria, viveva a Trieste in un quartiere borghese e con una vita prospera, ma poi segnata dal ricovero in un ospedale psichiatrico, dove fu sottoposta a trattamenti sanitari traumatizzanti. Non è noto il motivo per cui si trovasse a Roma, tranne che per il desiderio di incontrare papa Giovanni Paolo II. Alla fine del 1982 venne incontrata dai volontari della Comunità di Sant'Egidio presso la Basilica di Santa Maria Maggiore in Roma.
Prima di morire, Modesta Valenti visse nella zona della stazione di Roma Termini: dopo una notte particolarmente fredda, la mattina del 31 gennaio 1983 alcuni passanti si accorsero delle gravi condizioni di salute della settantenne e allertarono i soccorsi. Tuttavia, i sanitari giunti sul posto si rifiutarono di soccorrere la donna perché troppo sporca, piena di pidocchi e maleodorante.
Dopo quattro ore di agonia, Modesta Valenti morì nell'indifferenza delle strutture sanitarie che rifiutarono di prendersene in carico, dirottando le richieste ad altri ospedali.
La Procura della Repubblica di Roma dispose il sequestro della salma e aprì un'inchiesta.
Inizialmente confusa con Rita Giugni, una senzatetto storica d'origine siciliana che frequentava i sottopassaggi della stazione Termini, solo dieci giorni più tardi la senzatetto deceduta fu identificata come Modesta Valenti.
Solo 11 mesi dopo il decesso venne concesso il nullaosta per i funerali, che vennero celebrati dalla Comunità di Sant'Egidio presso la Basilica di Santa Maria in Trastevere il giorno 28 dicembre 1983, in cui cade la festività dei Santi Innocenti.

## Ricordo
Il 31 gennaio di ogni anno la Comunità di Sant'Egidio commemora la morte di Modesta Valenti e, per estensione, tutti i morti senzatetto. 
Il 26 febbraio 2002 il comune di Roma le intitolò una strada non presente in toponomastica, Via Modesta Valenti, che i senzatetto e le persone senza fissa dimora nella Capitale possono utilizzare per fissarvi residenza a uso amministrativo.
A marzo 2019 analoga iniziativa fu adottata dal comune di Alghero.
Il 10 marzo 2014 fu scoperta al binario 1 della stazione di Roma Termini una targa commemorativa:
MODESTA VALENTI

ANZIANA SENZA DIMORA

SIMBOLO DELLE PERSONE CHE VIVONO PER STRADA
MORTA IN QUESTO LUOGO

IL 31 GENNAIO 1983
LA CITTÀ DI ROMA LA RICORDA

PERCHÉ NESSUNO MUOIA PIÙ ABBANDONATO
COMUNITÀ DI SANT’EGIDIO   FERROVIE DELLO STATO ITALIANE»
Nel giugno 2020 papa Francesco ha donato all'Elemosineria apostolica, in memoria di Modesta Valenti, un'ambulanza per soccorrere i senzatetto di Roma.
Nel 2021 la rock band italiana dei Gang le ha dedicato la canzone Via Modesta Valenti nell'album Ritorno al fuoco.